# Park Joon-mok
Park Joon-mok (hangul= 박준목) es un actor y modelo surcoreano.

## Carrera
En el 2006 se unió al elenco recurrente de la serie The Invisible Man donde dio vida a Choi Da-mi, el hijo de Choi Jang-soo (Yu Oh-seong) y Oh So-yeong (Chae Shi-ra).
Ese mismo año se unió al elenco recurrente de la serie Couple or Trouble donde interpretó a Jang Geun-seok, el sobrino de Jang Chul-soo (Oh Ji-ho).	
En 2007 se unió al elenco recurrente de la serie Good Day To Love donde dio vida al hijo de Lee Jin-kook (Jung Ho-bin) y Kim Hyo-jin (Kim Sung-ryung).
En septiembre del mismo año se unió al elenco recurrente de la serie Likeable or Not donde interpretó a Oh Chan, el adorable e inteligente hijo de Oh Dal-hyun (Kim Chan-woo) y Hwang Mi-ae (Lee Ja-hyun).
En julio de 2017 se unió al elenco recurrente de la serie Reunited Worlds donde dio vida a Sung Yeong-joon de joven, papel interpretado por el actor Yoon Sun-woo de adulto. Yeong-joon es el hermanastro de Sung Hae-sung (Yeo Jin-goo).

## Filmografía

### Series de televisión
| Año         | Título                                            | Personaje                   | Notas                              |
| ----------- | ------------------------------------------------- | --------------------------- | ---------------------------------- |
| 2021        | Model Taxi                                        | Park Jung-min               | 2 episodios - (aparición invitada) |
| 2020, 2021  | Blade of the Phantom Master                       | Dong-soo                    | 2 episodios                        |
| 2020        | Cast: The Golden Age of Insiders                  | Kang Jae-hyun               | 8 episodios                        |
| 2019        | SPUNK                                             | Juwon                       | 13 episodios                       |
| 2017        | Reunited Worlds                                   | Sung Yeong-joon (de joven)  |                                    |
| 2016        | Lucky Romance                                     | -                           |                                    |
| 2015        | Six Flying Dragons                                | Seon-dol                    | 3 episodios                        |
| 2015        | Oh My Ghostess                                    | -                           |                                    |
| 2015        | Blood                                             | Kim Sang-kyoo               |                                    |
| 2014        | The King's Face                                   | Príncipe Jung-won           | [ 2 ]                              |
| 2014        | Beyond the Clouds                                 | Park Kang-jae (de joven)    |                                    |
| 2014        | Jeong Do Jeon                                     | Lee Bang-seok               |                                    |
| 2013        | Goddess of Fire                                   | Príncipe Shin-sung          |                                    |
| 2013        | Drama Special S4 - "Eunguk and the Ugly Duckling" | Joon-young                  | 1 episodio                         |
| 2011        | Insu, The Queen Mother                            | Príncipe Haeyang (de joven) |                                    |
| 2010        | The Children's Art of War                         | Son Bin                     | 26 episodios                       |
| 2010        | Bad Guy                                           | Hong Tae-sung (de joven)    |                                    |
| 2008        | Family's Honor                                    | Ha Dong-dong                |                                    |
| 2008        | My Precious You                                   | Jang Shin-ho (de joven)     |                                    |
| 2007 - 2008 | Likeable or Not                                   | Oh Chan                     |                                    |
| 2007        | Good Day To Love                                  | Hijo de Jin-kook y Hyo-jin  |                                    |
| 2006        | Couple or Trouble                                 | Jang Geun-seok              |                                    |
| 2006        | The Invisible Man                                 | Choi Da-mi                  |                                    |

### Películas
| Año  | Título           | Personaje | Notas                                                                           |
| ---- | ---------------- | --------- | ------------------------------------------------------------------------------- |
| 2011 | Boy              | -         |                                                                                 |
| 2007 | Miss Gold Digger | -         |                                                                                 |
| 2007 | The Happy Life   | Min-ho    | junto a Jung Jin-young, Kim Yoon-seok, Kim Sang-ho, Jang Keun-suk y Kim Ho-jung |